# Prince Edward-szigetek
A Prince Edward-szigetek két kis sziget az Indiai-óceán déli részén. Politikailag Dél-Afrikához tartoznak.
A szigetek nevei: Marion-sziget és Prince Edward-sziget.

## Földrajza
A szigetcsoport 1770 kilométerre délkeletre fekszik a dél-afrikai szárazföldön található Port Elizabethtől, Afrika és az Antarktisz közt. 

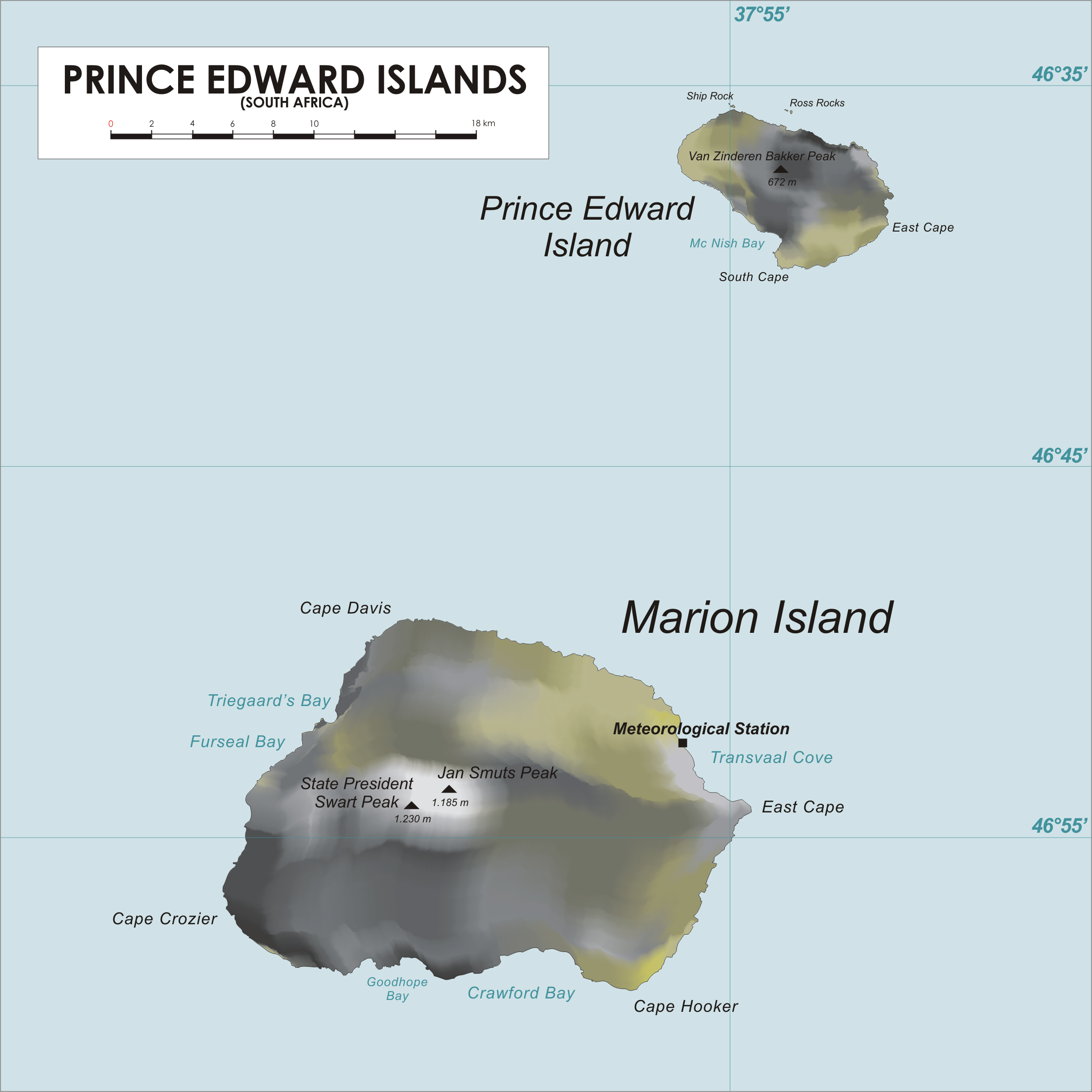
A szigetek

A nagyobbik, a Marion-sziget mintegy 19 kilométer hosszú és 12 kilométer széles, területe 290 négyzetkilométer. Partvonala mintegy 72 kilométer, többnyire magas sziklák. Legmagasabb pontja a Mascarin-csúcs (korábban Swart-csúcs): 1242 méter magas. A Boot Rock sziklaszigetecske a sziget északi partjától mintegy 150 méterre található. A Prince Edward-sziget jóval kisebb, mindössze 45 négyzetkilométeres. Mintegy 19 kilométerrel északkeletre fekszik a Marion-szigettől. Legmagasabb pontja, a sziget középpontjától északnyugatra elhelyezkedő Von Zinderen Bakker-csúcs 672 méter magas. Az északi part mentén sziklaszirtek emelkednek: mintegy száz méterre a sziget legészakibb pontjától a Ship Rock, a parttól 500 méterre a Ross Rock sziklái.
Mindkét sziget vulkanikus eredetű. A Marion-sziget egy nagy tenger alatti pajzsvulkán egyik csúcsa, amely 5000 méterre emelkedik a tengerfenék fölé. A vulkánt sokáig kialudtnak gondolták, 1980-as kitörése azonban bizonyította ennek ellenkezőjét.

## Történelem
A szigeteket 1664. március 4-én fedezte fel a holland Barendt Barentszoon Ham, de mivel rosszul határozta meg a szélességi fokot, így a későbbi utazók nem találták a szigeteket, a felfedezése is feledésbe merült. 1772. január 13-án a francia Marc Mace Marion du Fresne ismét felfedezte, de a zord időjárás megakadályozta, hogy a földjére lépjen. Hasonlóan járt James Cook is 1776 decemberében.
A sikertelen partraszállásokat követően a brit Nares kapitánynak sikerült elsőként partra szállni a szigeteken 1873-ban. A britek 1908-tól kitermelték a guanó-telepeket, majd 1947-ben meteorológiai kutatóállomást létesítettek. 1948-ban egy titkos dél-afrikai expedíció vette birtokba a szigeteket, és kitűzték a dél-afrikai zászlót. A szigeteket 1995-ben természetvédelmi területté nyilvánították.

## Külső hivatkozások
- https://web.archive.org/web/20051222043309/http://www.70south.com/resources/islands/princeedwards
- hivatalos oldal
- Marion-sziget